# 趙眜

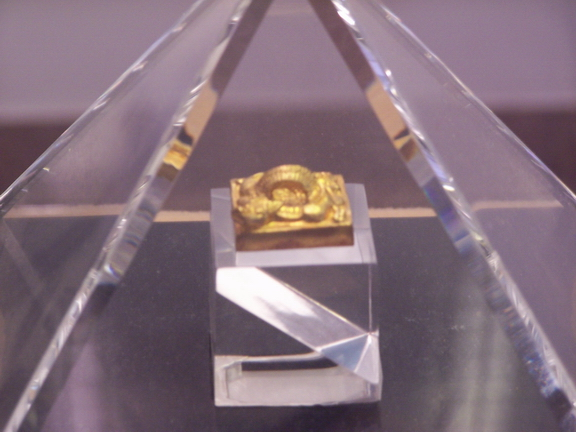
趙眜陵墓より出土した文帝行璽劉鈕金印

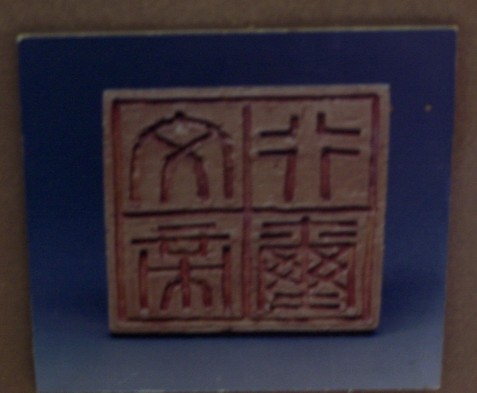
文帝行璽劉鈕金印

趙 眜（ちょう ばつ）は、南越の第2代の王。

## 生涯
建元4年（前137年）、祖父の武王趙佗が薨去した。薨去時100歳を超す高齢であったことからその息子はすでに死去しており、孫の趙眜が王位を継承した。
建元6年（前135年）、閩越王騶郢が南越へ侵攻する事件が発生した。王位を継承して間もない文王は民心が不安定であったことから、前漢の武帝に上書して閩越による南越攻撃を伝え、同時に漢による事件の処理を上奏した。武帝はこの上奏に応えて王恢、韓安国を派遣し、閩越討伐を計画した。しかし漢軍が南嶺を越える前に騶郢の弟の騶余善が叛乱を起こし、騶郢を殺害して漢に帰順、軍事行動は停止された。
武帝はその後騶余善を新たな閩越王に封じ、中大夫厳助を南越に派遣して事件の善後策を講じた。これに深く感謝した文王は事件の処理が完了した後に自ら漢に入朝し武帝に謁見すると厳助に伝えると同時に太子の趙嬰斉を前漢に送り宿衛とさせた。
厳助が帰国すると武帝により漢朝にとどめ置かれ、南越が亡国となることを恐れた南越の大臣は武王の遺訓を以って文王に対し入朝中止を進言する。この要請を容れた文王は病気を理由に入朝を拒絶した。
元狩元年（前122年）、文王が重病となると太子趙嬰斉の帰国を漢に上奏、薨去後帰国した趙嬰斉が王位を継承した。

## 陵墓
文王薨去後、南越都城番禺の西北（現在の広州市象崗山）に陵墓が築かれた。1983年、工事中に偶然発見され、南越王墓と称された。陵墓内からは1000点を越える副葬品が発見され、嶺南地区で最大規模の陵墓となっている。1988年には西漢南越王博物館が建築され、出土品が保存、展示されている。

## 『史記』の記述について
『史記』では南越第2代王を趙胡と記録しているが、南越王墓より趙眜の玉印及び文帝行璽の金印が発掘されると、その姓名は趙眜が正しいものであることが確認された。